# Galoistheorie
De galoistheorie is een tak van de wiskunde, meer bepaald van de abstracte algebra. Ze is genoemd naar de Franse wiskundige Évariste Galois.
Galois ontwikkelde zijn theorie om nulpunten van polynomen te bestuderen. In haar oorspronkelijke vorm bestudeert de galoistheorie groepen van permutaties op de nulpunten van een polynoom, die de polynoom zelf invariant laten.
De moderne vorm van de galoistheorie is afkomstig van Richard Dedekind. In die vorm behandelt ze uitbreidingen van (commutatieve) lichamen door met ieder paar lichamen {\displaystyle K\subset L} een (niet noodzakelijk commutatieve) groep {\displaystyle G[L/K]} te associëren, galoisgroep van {\displaystyle L} over {\displaystyle K} genaamd. De elementen van {\displaystyle G[L/K]} zijn de automorfismen van {\displaystyle L} die de elementen van {\displaystyle K} stuk voor stuk invariant laten. De hoofdstelling van de galoistheorie brengt stijgende ketens van lichamen in verband met dalende ketens van normaaldelers in een groep.
De galoistheorie wordt vaak gebruikt om aan te tonen dat sommige wiskundige problemen geen oplossing kunnen hebben, bijvoorbeeld de driedeling van de hoek met passer en liniaal, de kwadratuur van de cirkel en de algemene vijfdegraadsvergelijking.

## Definitie
Een algebraïsche uitbreiding {\displaystyle L} van een lichaam {\displaystyle K} noemt men een galois-uitbreiding van {\displaystyle K} als aan de volgende twee voorwaarden voldaan is: 
1. normaliteit: {\displaystyle L} is het splijtlichaam van een familie polynomen met coëfficiënten in {\displaystyle K} (in zekere zin is {\displaystyle L} het kleinste lichaam waarin de polynomen ontbonden kunnen worden in factoren van de eerste graad);
2. separabiliteit: {\displaystyle L} wordt als uitbreiding van {\displaystyle K} voortgebracht door nulpunten van separabele polynomen. Een irreducibel polynoom is separabel als het geen factoren gemeenschappelijk heeft met zijn formele afgeleide. Als de lichamen in kwestie karakteristiek 0 hebben, is hieraan vanzelf voldaan.

Deze definitie is gelijkwaardig met de eis dat er een verzameling {\displaystyle G} van automorfismen van {\displaystyle L} bestaat, zodat {\displaystyle K} precies uit de fixpunten van {\displaystyle G} bestaat:
{\displaystyle K=\{x\in L\mid g(x)=x\ {\text{voor alle}}\ g\in G\}}
{\displaystyle L} kan worden opgevat als een vectorruimte over {\displaystyle K.} Veronderstel dat {\displaystyle L} het splijtlichaam is van de polynoom {\displaystyle p}over {\displaystyle K.} De dimensie van het splijtlichaam van {\displaystyle p}, die wordt genoteerd als {\displaystyle [L:K],}  is een veelvoud van de graad van {\displaystyle p.}

## Voorbeelden
- Het lichaam {\displaystyle \mathbb {C} } der complexe getallen is een galois-uitbreiding van het lichaam {\displaystyle \mathbb {R} } der reële getallen. {\displaystyle \mathbb {C} } is over {\displaystyle \mathbb {R} } het splijtlichaam van de polynoom {\displaystyle x^{2}+1=(x+i)(x-i)}. De Galoisgroep {\displaystyle G[\mathbb {C} /\mathbb {R} ]} is de groep {\displaystyle C_{2},} de cyclische groep van twee elementen. Het enige element behalve het neutrale element van deze groep is de afbeelding die ieder getal op zijn complex geconjugeerde afbeeldt.

- Het lichaam {\displaystyle \mathbb {Q} ({\sqrt[{3}]{2}})} is de kleinste uitbreiding van de rationale getallen waarvan ook {\displaystyle {\sqrt[{3}]{2}}} element is.  {\displaystyle \mathbb {Q} ({\sqrt[{3}]{2}})} is niet het splijtlichaam van de polynoom {\displaystyle x^{3}-2,} want het bevat geen van de twee complexe nulpunten, {\displaystyle \mathbb {Q} ({\sqrt[{3}]{2}},i{\sqrt {3}})} voldoet wel en is 6-dimensionaal over {\displaystyle \mathbb {Q} .}

## Hoofdstelling van de galoistheorie
Zij {\displaystyle L} een lichaam, en {\displaystyle G} een eindige groep die bestaat uit automorfismen van {\displaystyle L.} Zij {\displaystyle K} het lichaam der elementen van {\displaystyle L} die door alle groepselementen invariant gelaten worden:
{\displaystyle K=\{x\in L\mid g(x)=x\ {\text{voor alle}}\ g\in G\}}
Beschouw voor ieder lichaam {\displaystyle F} tussen {\displaystyle K} en {\displaystyle L,} de ondergroep {\displaystyle F^{*}} van {\displaystyle G} die bestaat uit de automorfismen die alle elementen van {\displaystyle F} invariant laten.
{\displaystyle K\subset F\subset L,\ F^{*}=\{g\in G\mid g(x)=x\ {\text{voor alle}}\ x\in F\}}
Beschouw voor elke ondergroep {\displaystyle H} van {\displaystyle G} het lichaam {\displaystyle H^{*}} dat bestaat uit alle elementen van {\displaystyle L} die door de groepselementen van {\displaystyle H} invariant gelaten worden.
{\displaystyle H^{*}=\{x\in L\mid g(x)=x\ {\text{voor alle}}\ g\in H\}}
Het verband tussen {\displaystyle F} en {\displaystyle F^{*}} bepaalt een bijectie tussen de verzameling deellichamen van {\displaystyle L} die {\displaystyle K} omvatten, en de verzameling ondergroepen van {\displaystyle G.} Het verband tussen {\displaystyle H} en {\displaystyle H^{*}} bepaalt de omgekeerde bijectie.
Men kan bovendien aantonen dat {\displaystyle [F/K]} dan en slechts dan een normale uitbreiding is als {\displaystyle F^{*}} een normaaldeler is van {\displaystyle G.}

## Oneindige galoistheorie[1]
Een deel van de theorie blijft gelden voor oneindig-dimensionale lichaamsuitbreidingen en oneindige groepen. Men gaat nog steeds uit van een algebraïsche uitbreiding die normaal en separabel is, maar die eventueel oneindig-dimensionaal is over het grondlichaam. De automorfismengroep wordt voorzien van een topologie, en men beperkt zich tot de studie van gesloten deelgroepen.
Er geldt dan een bijectie tussen de verzameling gesloten deelgroepen van de automorfismengroep en de verzameling tussenlichamen. De normaaldelers van de automorfismengroep komen overeen met de normale uitbreidingen van het grondlichaam.
De gehanteerde topologie wordt voortgebracht door alle nevenklassen van normaaldelers van de automorfismengroep met eindige index. In die topologie bestaat de sluiting van een deelgroep van de automorfismengroep uit de automorfismen die alle fixpunten van de gegeven deelgroep ongemoeid laten.